# سفره‌ماهی
سفره‌ماهی یا پرتوماهی (به انگلیسی: Batoidea)، بالاراسته‌ای از غضروف ماهیان که معمولاً به عنوان پرتوها (چهارگوش ماهیان) و لقمه ماهیان شناخته‌شده، حدوداً ۵۶۰ گونهٔ مشخّص در سیزده [تا ۲۰] خانواده است.
آن‌ها به همراه کوسه‌ها در زیرردهٔ نرم‌آبشش‌داران هستند که بدین روی، بسیار با یکدیگر شباهت دارند. پرتوماهی‌ها از روی بدن‌های مسطّح‌شان، باله‌های سینه‌ای بزرگ شده که به سر پیوسته (فیوز) شده‌اند و شیارهای آبششی که در سطح شکمی‌شان جای گرفته‌است، مشخّص شده‌اند.